# OXNAD1
OXNAD1 (англ. Oxidoreductase NAD binding domain containing 1) – білок, який кодується однойменним геном, розташованим у людей на 3-й хромосомі. Довжина поліпептидного ланцюга білка становить 312 амінокислот, а молекулярна маса — 34 854.
| 10         |  | 20         |  | 30         |  | 40         |  | 50         |
| ---------- |  | ---------- |  | ---------- |  | ---------- |  | ---------- |
| MACAAVMIPG |  | LLRCSVGAIR |  | IEAASLRLTL |  | STLRHLTLTS |  | IMKSKRKTDH |
| MERTASVLRR |  | EIVSAAKVCG |  | AASESPSVKS |  | LRLLVADQDF |  | SFKAGQWVDF |
| FIPGVSVVGG |  | FSICSSPRLL |  | EQERVIELAV |  | KYTNHPPALW |  | VHNTCTLDCE |
| VAVRVGGEFF |  | FDPQPADASR |  | NLVLIAGGVG |  | INPLLSILRH |  | AADLLREQAN |
| KRNGYEIGTI |  | KLFYSAKNTS |  | ELLFKKNILD |  | LVNEFPEKIA |  | CSLHVTKQTT |
| QINAELKPYI |  | TEGRITEKEI |  | RDHISKETLF |  | YICGPPPMTD |  | FFSKQLENNH |
| VPKEHICFEK |  | WW         |  |            |  |            |  |            |

A: Аланін

C: Цистеїн

D: Аспарагінова кислота

E: Глутамінова кислота

F: Фенілаланін

G: Гліцин

H: Гістидин

I: Ізолейцин

K: Лізин

L: Лейцин

M: Метіонін

N: Аспарагін

P: Пролін

Q: Глутамін

R: Аргінін

S: Серин

T: Треонін

V: Валін

W: Триптофан

Кодований геном білок за функцією належить до оксидоредуктаз. 
Білок має сайт для зв'язування з НАД. 